# Cuồng phong thịnh nộ
Cuồng phong thịnh nộ (tiếng Anh: Into the Storm) là một bộ phim Found footage thảm họa của Mỹ 2014 do Steven Quale đạo diễn, John Swetnam viết kịch bản, có sự tham gia của Richard Armitage và Sarah Wayne Callies. Phim khởi chiếu ngày 8 tháng 8 năm 2014 tại Việt Nam bởi Warner Bros. Pictures.